# Dugongidae
Los dugónguidos (Dugongidae) son una familia de mamíferos placentarios del orden Sirenia, cuyo único miembro superviviente es el dugongo; además de este, incluía a la vaca marina de Steller, extinta hace casi 250 años. Se distinguen de los Trichechidae, la otra familia del orden, por tener cola bífida.

## Taxonomía
- Familia Dugongidae
  - Género †Anisosiren
  - Género †Indosiren
  - Género †Miodugong
  - Género †Paralitherium
  - Género †Prohalicore
  - Género †Sirenavus
  - Subfamilia Dugonginae
    - Género †Bharatisiren
    - Género †Corystosiren
    - Género †Crenatosiren
    - Género †Dioplotherium
    - Género Dugong
    - Género †Nanosiren
    - Género †Rytiodus
    - Género †Xenosiren

  - Subfamilia †Halitheriinae
    - Género †Caribosiren
    - Género †Eosiren
    - Género †Eotheroides
    - Género †Halitherium
    - Género †Metaxytherium
    - Género †Prototherium
    - Género †Thalattosiren

  - Subfamilia †Hydrodamalinae
    - Género †Dusisiren
    - Género †Hydrodamalis